# Protea aspera
Protea aspera (лат.) — кустарник, вид рода Протея (Protea) семейства Протейные (Proteaceae), эндемик Южной Африки.

## Ботаническое описание
Protea aspera — стелющийся кустарник, представляет собой плотное корневидное растение, которое образует циновку и вырастает всего на 50 см в высоту; цветёт с сентября по декабрь, достигая пика в сентябре и октябре. После пожаров растение способно вновь прорастать от своей подземной части. Семена высвобождаются из плода через один-два года после того, как цветы сформируются и разнесутся ветром. Растение однополое. Опыление может происходить под действием млекопитающих.

## Распространение и местообитание
P. aspera — эндемик Южной Африки. Встречается в находится в Клейнривирберге, Бредасдорпберге и перевале Гарсиа. Растёт на сланцевой и песчаной почвах на высотах от 0 до 200 м.

## Охранный статус
P. aspera классифицируется как «уязвимый вид».